# Mirko Mazzanti
Mirko Alex Mazzanti (Roma, 6 dicembre 1973) è un doppiatore italiano.

## Doppiaggio

### Cinema
- Aaron Paul in Io ti troverò, Hellion
- Joel Edgerton in Star Wars: Episodio II - L'attacco dei cloni
- Josh Hartnett in Il giardino delle vergini suicide
- Josh Hamilton in The Bourne Identity
- Seann William Scott in Old School
- Kerr Smith in Pressure
- Derek Luke in Biker Boyz
- Deon Richmond in Scream 3
- Sam Worthington in Bootmen
- Scott Caan in 1 km da Wall Street
- Page Kennedy in S.W.A.T. - Squadra speciale anticrimine
- Kel O'Neill in Pulse
- Edward DeRuiter in Potere assoluto
- Keram Malicki Sanchez in Punisher - Zona di guerra
- Tilky Jones in Never Back Down - Mai arrendersi
- Frankie Muniz in Walk Hard - La storia di Dewey Cox
- Walter Lewis in 1408
- Dulé Hill in The Guardian - Salvataggio in mare
- Billy Erb in In linea con l'assassino
- Setu Taase in La gang di Gridiron
- Balázs Koós in Boygirl - Questione di... sesso
- Michael Barry in L'alba dei morti viventi
- Lorenzo Eduardo in Shackles - Benvenuti alla scuola dei duri
- Jacob Chambers in The Hard Easy
- Daniel London in Grownups
- Nathan Anderson in L'inseguimento
- Jarrad Paul in 40 giorni & 40 notti
- Joel West in Elite - Squadra d'assalto
- Fran Kranz in Orange County
- Mike Coleman in Il ragazzo della porta accanto
- Châu Belle Dinh in Yamakasi - I nuovi samurai
- Steve Lemme in Vacanze di sangue
- Daniel Louis Rivas in Adrenaline - Non ci sono limiti
- Andrew Lee Potts in The Bunker
- Tom Lass in Porky College: un duro per amico
- Will Poston in Femme Fatales - Sesso e crimini
- Zak Alam in Notte di sangue
- Johnathan Cheung in The Park
- Len Shigemoto in Light Out
- Martin Klebba in Biancaneve
- Gilbert Melendez in Gli occhi del dragone
- Scott Burik in Remember Me
- Ivan Žvakin in Tancy nasmert'
- Jesse Plemons in El Camino - Il film di Breaking Bad
- Bryce Johnson in Terrifier 3
- Emmanuel Imani in Una sola possibilità
- Herbert Nordrum in La persona peggiore del mondo

### Televisione
- Jesse Plemons in Breaking Bad
- Wil Wheaton in The Big Bang Theory
- Kent Avenido in Glee
- Michael Bellisario in JAG - Avvocati in divisa
- Daniel Louis Riva in NCIS - Unità anticrimine
- Amadeus Serafini in Scream (2^voce)
- Callum Blue in Grey's Anatomy
- Ryan Cartwright in Bones
- Brian J. Smith in Gossip Girl
- Mark Stanley in Il Trono di Spade
- Robert Kazinsky e Parvesh Cheena in Brothers & Sisters - Segreti di famiglia
- Andrew Mariano in The Protector
- Omid Abtahi in Giudice Amy
- Jared Kusnitz in La vita segreta di una teenager americana
- George Miserlis e Tyler Poelle in Scrubs - Medici ai primi ferri
- Sean Bell in The L Word
- Ethan Erickson in The Starter Wife
- David Landry in Justified
- Trent Ford in The Vampire Diaries
- Sinqua Walls in Coppia di re
- Julian Morris in E.R. - Medici in prima linea
- Umut Kurt in Another Self
- Simon Woods in Il quiz dell'amore
- Jesse Garcia in La stessa luna
- Rene Cadet in After the Fall
- Ransford Doherty in Jonas L.A.
- David O'Donnell in Un bianco Natale per Zeus
- Collins Pennie in Fired
- Aleks Holts in Il diario del diavolo
- Eugene Nomura in City of Souls
- David Tom in Quando l'amore ha inizio
- Eric Lopez in Alpha and Omega
- Kilian Shuler in Chiamata d'emergenza

### Film d'animazione
- Briar Langolier in Doug - Il film
- Ross in Pokémon Heroes
- Choopy ne Gli Animotosi nella terra di Nondove
- Musonio ne I Lampaclima e l'isola misteriosa
- Candu in Alpha and Omega
- Dino in Happy Feet 2
- Skinny in Bianca & Grey
- Mizushima in Josée, la tigre e i pesci
- Jim Posey ne I Mitchell contro le macchine
- Julius Novachrono in Black Clover: La spada dell'imperatore magico

### Serie animata
- Sammy in Chi Rho - I misteri del tempo
- Pupsi in Principessa Lillifee
- Hot Shot in Transformers: Armada, Transformers: Energon, Transformers: Cybertron
- Janis in Bunnytown - La città dei coniglietti
- Jamie in Megas XLR
- Pumpkin in Pablo volpe rossa
- Artegor Nexus in Galactik Football
- Riven in Winx Club
- MarineAngemon in Digimon Tamers
- Kumamon in Digimon Frontier
- Reggie in Kiff
- Seaslug in Medarot
- Kakugari in Lamù
- Fugan in Tiger & Bunny
- Beiz in Devillady
- Sphinx in Devichil
- Suikotsu in Inuyasha
- Scoop (3ª voce) in Bob aggiustatutto
- Justin Clarke in Spike Team
- Gatti (2^ voce) e Di Lung in Leone il cane fifone
- Agito Kanoh in Kengan Ashura

### Videogiochi
- Vyahceslav Grinko in Tom Clancy's Splinter Cell (2002)[1]
- Moody in Epic Mickey 2: L'avventura di Topolino e Oswald (2012)[2]
- Il meccanico in Death Stranding 2: On The Beach (2025)[3]

## Pubblicità
- Voce negli spot Vodafone People, Tim, Jeep, Lancia Y, Bilboa, Samsung, Bnp Paribas, PlayStation, Nissan, AXA,Poste Italiane, Findus. Save the Children,